# Казарінова Ніна Миколаївна
Казарінова Ніна Миколаївна (рос. Казаринова Нина Николаевна 9 листопада, 1907, Перм  — 11 травня, 1999, ) — російська і радянська актриса театру і кіно (травесті, характерні ролі). Заслужена артистка РРФСР (1951). Народна артистка РРФСР (1957).

## Життєпис коротко
Народилась у місті Перм. У період 1926-1928 рр. була серед організаторів Пермського ТЮГа, де почала працювати актрисою. Перебралась на навчання у Ленінград, де існував Технікум сценічних мистецтв. Влаштувалась туди на навчання і закінчила технікум у 1931 році (майстерня професора режисури В.Н. Соловйова). А з 1930 року була запрошена у трупу Ленінградського ТЮГа, що працював тоді на вул. Маховій. Працювала у амплуа травесті, чим фактично відкрила це амплуа у театрі на Моховій. З віком перейшла на характерні ролі літніх осіб.
Була одружена, чоловік А. Кузьмін. Померла у Санкт-Петербурзі на 92 році життя.

## Театральні ролі
Брала активну участь у створенні театральних образів хлопчиків-підлітків і юнаків. Режисер театра О. Брянцев дотримувався вистав класичного репертура, а також вистав на матеріалі казкової і дитячої російської літератури . Відчувався помітний дефіцит п'єс для дітей і юнацтва. Очільники ТЮГа залучили до їх створення драматургів із самого ТЮГа, ними були —  Макарьєв, Делем-Любашевский, Горлов та ін.
- Казарінова — Гекльберрі Фінн (вистава  «Том Сойєр»[2])
- Казарінова — Тимошка (вистава  «Тимошкин рудник»)
- Казарінова — Ваня Солнцев (вистава  «Син полку»)
- Казарінова — молодий Семен Будьоний (вистава  «Дитинство маршала»)
- Казарінова — Кіт Базиліо (вистава  «Золотий ключик»)
- Казарінова — Гаврик (вистава  «Біліє самотньє вітрило»[2])
- Казарінова — стара (вистава  «Казка про рибалку й золоту рибку» )
- Казарінова — Феклуша (вистава  « Гроза» Островського[3]) та ін.

## Фільмографія
Брала участь як характерна актриса у декількох радянських кінострічках: 
- «Світ, відкритий навстіж» (1970, фільм-спектакль)
- «Сержант міліції»  (1974, тітка Пєтухова)
- «Кольє Шарлотти» (1980, епізод)
- «Маленька Баба-Яга» (1986, вторая старушка)
- «Ці... три вірні карти... » (1988, служниця графині)
- «Наталі» (1988, фільм-спектакль; нянька)
- «Принциповий і жалісливий погляд» (1995, епізод)